# Like Crazy (canción)
«Like Crazy» es una canción grabada en dos idiomas (coreano e inglés) por el cantante y bailarín surcoreano Jimin, lanzada el 24 de marzo de 2023 como el segundo sencillo de su primer álbum de estudio Face. Pdogg y Ghstloop la produjeron y también la escribieron junto a Blvsh, Chris James, Jimin, RM y Evan. Musicalmente, pertenece al género synth-pop.

El sencillo es el primero de un artista solista de Corea del Sur en debutar en la cima del Billboard Hot 100 desde el inicio de la lista en 1958.
El sencillo debutó en la octava posición en la UK Singles Chart, por lo que superó a su predecesor «Set Me Free Pt. 2» —que alcanzó el número 30— y se convirtió en el mayor debut de un artista coreano en esta lista.

## Líricas y composición
Musicalmente, "Like Crazy" es una pista de synth-pop "metálica" inspirada en la película de 2011 del mismo nombre, y presenta diálogos susurrados, escuchados al principio y al final, también inspirados en la película.  Líricamente, la versión coreana habla sobre la realización de perder a un ser querido y negarse a despertar a esa realidad. La versión en inglés aborda la carga del estrellato y el miedo a perderse.

## Rendimiento comercial
"Like Crazy" vendió 2803 descargas en su día de estreno en Japón y debutó en el número dos en la lista digital diaria de sencillos de Oricon el 24 de marzo de 2023;  la versión en inglés debutó en el número cinco. Con solo tres días de disponibilidad durante el período de seguimiento con fecha del 20 al 26 de marzo, ingresó a la siguiente edición del gráfico semanal en el número nueve con 3308 descargas acumuladas. Deep House Remix y la versión en inglés también entraron en la lista semanal en los números 29 y 30, con 1725 y 1699 descargas, respectivamente, mientras que UK Garage Remix se ubicó en el número 38 con 1439 descargas.
Jimin rompió el récord del debut más alto de un artista solista de Corea del Sur en la lista de sencillos del Reino Unido, establecido por su propio sencillo "Set Me Free Pt. 2" una semana antes cuando debutó en el número 30, con "Like Crazy", que  debutó en el número ocho.  El sencillo fue la canción más descargada y la segunda más vendida en general durante la semana del 31 de marzo al 6 de abril de 2023.
"Like Crazy" debutó en lo alto de la edición del 8 de abril de 2023 de Billboard Hot 100 en los Estados Unidos, convirtiéndose en la canción número 66 en hacerlo desde el inicio de la lista en 1958. Jimin es el primer artista solista de Corea del Sur en la historia en lograr un  debut número uno (anteriormente, Psy alcanzó el puesto número dos con "Gangnam Style" en 2012) y el cuarto artista asiático (después de Kyu Sakamoto, Far East Movement y BTS) en encabezar el Hot 100. En su primera semana, la canción vendió  254,000 descargas digitales y Sencillos en CD combinados, convirtiéndose en el tercer número uno de Jimin en la lista de Digital Songs Sales de Billboard;  acumuló 10 millones de transmisiones, marcando la entrada debut de Jimin en la lista Streaming Songs en el número 35;  y recibió 64.000 impresiones de audiencia en la radio, la cifra más baja de la década hasta el momento, ya que la canción no se promocionó activamente en la radio.  La canción obtuvo la semana de ventas de sencillos más alta desde que "Anti-Hero" de Taylor Swift vendió 328,000 copias en noviembre de 2022. Jimin es el primer miembro de BTS en lograr una canción número uno y debutar en las listas;  para ganar una entrada entre los 10 primeros y los 20 primeros;  y tener múltiples entradas entre los 40 principales.  "Like Crazy" es la primera canción de Jimin como compositor acreditado en alcanzar el número uno, mientras que es la cuarta para su compañero RM (después de "Life Goes On", "Butter" y "My Universe"). La canción descendió al número 45 en su segunda semana en el Hot 100, superando el récord de la mayor caída desde el número uno establecido previamente por "Willow" de Swift en diciembre de 2021 (37 lugares).
La canción se convirtió en la primera de un artista coreano en debutar en el número uno en la región de Medio Oriente y África del Norte (MENA) cuando encabezó la lista oficial de MENA, publicada por la Federación Internacional de la Industria Fonográfica (IFPI), durante la semana que finalizó.  30 de marzo de 2023.
Mundialmente, "Like Crazy" acumuló 71,2 millones de reproducciones y 86.000 ventas, debutando en el número dos en el Billboard Global 200. Jimin es el miembro de BTS con la posición más alta en el Global 200;  el segundo, después de su compañero de banda Jungkook, en ganar dos entradas en el top 10 en solitario;  y el primero en hacerlo como artista principal en ambas canciones. En países fuera de Estados Unidos, la canción acumuló 61,4 millones de transmisiones y 48.000 ventas, debutando en el número dos en la lista Global Excl US;  Jimin siguió siendo el miembro de BTS con el ranking más alto.  Marcó su tercera entrada general en la lista, empatándolo con Jungkook con la mayor cantidad de entradas en el top 10 en solitario por un miembro de BTS, aunque Jimin es el primero en ganar tres como artista principal en cada canción.

## Video musical
El video musical que acompaña a la canción, dirigido por Oui Kim, comienza con una voz en off susurrada de un diálogo inspirado en la película homónima de 2011 Like Crazy.  Se escucha una voz femenina que dice "Creo que podríamos durar para siempre", mientras que se ve a Jimin parado en un remolino de luz verde en un club nocturno repleto. Luego, una voz masculina responde con "Tengo miedo de que todo desaparezca".  La mujer le asegura: "Solo confía en mí" mientras la cámara se acerca a Jimin "luciendo triste en una cocina cantando, 'Ella está diciendo, cariño, ven y sígueme/ No hay nada malo aquí esta noche'".  Luego, una mano invisible lo agarra y lo arrastra a la pista de baile abarrotada de un club nocturno, donde se lo muestra caminando en cámara lenta entre los asistentes a la fiesta, tomando fotos y surfeando entre la multitud;  finalmente termina en un "pasillo espeluznante" con paredes que rezuman una sustancia viscosa "negra".  El resto de la imagen fluctúa entre Jimin festejando en el club nocturno y cantando la canción en un "baño raro, tipo Transformer", y termina con él solo en la mesa de la cocina una vez más, su mano derecha ahora cubierta con la "misteriosa sustancia pegajosa".  ", que luego unta a través de la cámara.

## Reconocimientos
| Programa   | Fecha               | Ref.   |
| ---------- | ------------------- | ------ |
| Music Bank | 31 de marzo de 2023 | [ 17 ] |

## Posicionamiento en listas

### Semanales
| Lista (2023)                              | Mejor posición |
| ----------------------------------------- | -------------- |
| Canadá (Hot 100)                          | 21             |
| Corea del Sur (Circle)                    | 25             |
| Corea del Sur (South Korea Songs)         | 4              |
| Estados Unidos (Billboard Hot 100)        | 1              |
| Estados Unidos (Digital Song Sales)       | 1              |
| Estados Unidos (World Digital Song Sales) | 1              |
| Japón (Japan Hot 100)                     | 43             |
| Billboard Global 200                      | 2              |
| Billboard Global Excl. U.S.               | 2              |
| Reino Unido (UK Singles)                  | 8              |

## Historial de lanzamiento
| Región         | Fecha               | Formato                    | Versión                                       | Discográfica | Ref.   |
| -------------- | ------------------- | -------------------------- | --------------------------------------------- | ------------ | ------ |
| Estados Unidos | 23 de marzo de 2023 | Sencillo en CD             | Original                                      | Big Hit      | [ 28 ] |
| Varios         | 24 de marzo de 2023 | Descarga digital streaming | Original Versión en inglés                    | Big Hit      | [ 1 ]  |
| Varios         | 26 de marzo de 2023 | Descarga digital streaming | Deep House remix UK Garage remix instrumental | Big Hit      | [ 29 ] |
| Varios         | 26 de marzo de 2023 | Descarga digital streaming | Remezclas                                     | Big Hit      | [ 30 ] |